# Xã Chippewa Falls, Quận Pope, Minnesota
Xã Chippewa Falls (tiếng Anh: Chippewa Falls Township) là một xã thuộc quận Pope, tiểu bang Minnesota, Hoa Kỳ. Năm 2010, dân số của xã này là 228 người.